# Дериш Клавдія Мусіївна
Клавдія Мусіївна Дериш (? — ?) — українська радянська діячка, голова колгоспу імені Щорса Фастівського району Київської області. Член Ревізійної Комісії КПУ в січні 1956 — лютому 1960 року.

## Біографія
Здобула спеціальність ветеринарного лікаря.
Член ВКП(б) з 1950 року.
У 1953—1955 роках — секретар Фастівського районного комітету КПУ по зоні діяльності Фастівської машинно-тракторної станції (МТС) Київської області.
У 1955 році закінчила курси голів колгоспів при Українській сільськогосподарській академії в Києві.
З 1955 року — голова колгоспу імені Щорса села Червона Мотовилівка Фастівського району Київської області, «тридцятитисячниця».
Обиралася делегатом і виступала на XIX з'їзді Комуністичної партії України в січні 1956 року.
Подальша доля невідома.

## Нагороди
- ордени
- медалі